# Districtes i barris de Barcelona

Plànol dels districtes de Barcelona vigents

Els districtes de Barcelona són la demarcació administrativa en què s'estructura l'organització municipal de Barcelona. Actualment la ciutat està dividida en deu districtes, aprovats l'any 1984 i que responen a criteris històrics i funcionals.
Cada districte se subdivideix en barris, amb caràcter d'unitat administrativa. En alguns casos, els barris administratius són l'agrupació de diversos barris històrics més petits. La delimitació vigent en setanta-tres barris fou adoptada el 2006.
La divisió administrativo-territorial en districtes subdividits en barris fou introduïda el 1847, però la delimitació d'uns i altres ha anat variant.

## Institucions i competències
Els districtes municipals tenen autonomia i capacitat de decisió i de gestió econòmica. Es regeixen per un Consell Municipal de Districte que coordina els serveis i béns del districte.
Cada Consell Municipal de Districte representa un districte i està integrat per 15 consellers o conselleres nomenats per l'alcalde de Barcelona; cada partit polític hi és representat segons els seus resultats electorals al districte.
La Comissió de Govern de cada districte és presidida pel regidor o regidora i té la funció d'òrgan executiu. El regidor de Districte és elegit directament per l'alcalde i, per tant, no sempre té el mateix color polític que el Consell Municipal de Districte.

## Els 10 districtes i 73 barris
| Núm. | Districte           | Imatge | Superfície km² | Població (2021) | Densitat hab/km² | Barris                                       | Barris                                | Barris   | Barris          | Regidor/a               |
| Núm. | Districte           | Imatge | Superfície km² | Població (2021) | Densitat hab/km² | Núm                                          | Nom                                   | Població | Superfície (ha) | Regidor/a               |
| --- | ------------------- | ------ | -------------- | --------------- | ---------------- | -------------------------------------------- | ------------------------------------- | -------- | --------------- | ----------------------- |
| 1 | Ciutat Vella        |        | 4,11           | 109.672         | 26.684,2         | 1                                            | El Raval                              | 48.688   | 110             | Albert Batlle (PSC)     |
| 1 | Ciutat Vella        | 2      | 4,11           | 109.672         | 26.684,2         | El Gòtic                                     | 22.850                                | 81,6     |                 | Albert Batlle (PSC)     |
| 1 | Ciutat Vella        | 3      | 4,11           | 109.672         | 26.684,2         | La Barceloneta                               | 15.125                                | 109,5    |                 | Albert Batlle (PSC)     |
| 1 | Ciutat Vella        | 4      | 4,11           | 109.672         | 26.684,2         | Sant Pere, Santa Caterina i la Ribera        | 23.009                                | 111      |                 | Albert Batlle (PSC)     |
| 2 | Eixample            |        | 7,46           | 269.349         | 36.105,8         | 5                                            | Fort Pienc                            | 33.445   | 92,9            | Jordi Valls (PSC)       |
| 2 | Eixample            | 6      | 7,46           | 269.349         | 36.105,8         | Sagrada Família                              | 52.164                                | 104,2    |                 | Jordi Valls (PSC)       |
| 2 | Eixample            | 7      | 7,46           | 269.349         | 36.105,8         | Dreta de l'Eixample                          | 44.088                                | 212      |                 | Jordi Valls (PSC)       |
| 2 | Eixample            | 8      | 7,46           | 269.349         | 36.105,8         | L'Antiga Esquerra de l'Eixample              | 43.046                                | 122,8    |                 | Jordi Valls (PSC)       |
| 2 | Eixample            | 9      | 7,46           | 269.349         | 36.105,8         | La Nova Esquerra de l'Eixample               | 57.906                                | 134,1    |                 | Jordi Valls (PSC)       |
| 2 | Eixample            | 10     | 7,46           | 269.349         | 36.105,8         | Sant Antoni                                  | 38.700                                | 80,4     |                 | Jordi Valls (PSC)       |
| 3 | Sants-Montjuïc      |        | 22,68          | 187.026         | 8.246,3          | 11                                           | El Poble Sec                          | 40.204   | 458,5           | Raquel Gil (PSC)        |
| 3 | Sants-Montjuïc      | 12     | 22,68          | 187.026         | 8.246,3          | la Marina del Prat Vermell                   | 1.356                                 | 1.403,40 |                 | Raquel Gil (PSC)        |
| 3 | Sants-Montjuïc      | 13     | 22,68          | 187.026         | 8.246,3          | la Marina de Port                            | 31.092                                | 126,9    |                 | Raquel Gil (PSC)        |
| 3 | Sants-Montjuïc      | 14     | 22,68          | 187.026         | 8.246,3          | la Font de la Guatlla                        | 10.239                                | 29,7     |                 | Raquel Gil (PSC)        |
| 3 | Sants-Montjuïc      | 15     | 22,68          | 187.026         | 8.246,3          | Hostafrancs                                  | 16.102                                | 41       |                 | Raquel Gil (PSC)        |
| 3 | Sants-Montjuïc      | 16     | 22,68          | 187.026         | 8.246,3          | la Bordeta                                   | 19.451                                | 57,2     |                 | Raquel Gil (PSC)        |
| 3 | Sants-Montjuïc      | 17     | 22,68          | 187.026         | 8.246,3          | Sants-Badal                                  | 24.903                                | 41,5     |                 | Raquel Gil (PSC)        |
| 3 | Sants-Montjuïc      | 18     | 22,68          | 187.026         | 8.246,3          | Sants                                        | 43.679                                | 109,5    |                 | Raquel Gil (PSC)        |
| 4 | Les Corts           |        | 6,02           | 81.576          | 13.550,8         | 19                                           | les Corts                             | 45.943   | 141             | David Escudé (PSC)      |
| 4 | Les Corts           | 20     | 6,02           | 81.576          | 13.550,8         | la Maternitat i Sant Ramon                   | 23.825                                | 191,5    |                 | David Escudé (PSC)      |
| 4 | Les Corts           | 21     | 6,02           | 81.576          | 13.550,8         | Pedralbes                                    | 11.808                                | 268,5    |                 | David Escudé (PSC)      |
| 5 | Sarrià-Sant Gervasi |        | 19,91          | 149.201         | 7.493,8          | 22                                           | Vallvidrera, el Tibidabo i les Planes | 4.760    | 1.132,90        | Maria Eugènia Gay (PSC) |
| 5 | Sarrià-Sant Gervasi | 23     | 19,91          | 149.201         | 7.493,8          | Sarrià                                       | 24.769                                | 304,7    |                 | Maria Eugènia Gay (PSC) |
| 5 | Sarrià-Sant Gervasi | 24     | 19,91          | 149.201         | 7.493,8          | les Tres Torres                              | 16.356                                | 78,8     |                 | Maria Eugènia Gay (PSC) |
| 5 | Sarrià-Sant Gervasi | 25     | 19,91          | 149.201         | 7.493,8          | Sant Gervasi-la Bonanova                     | 25.984                                | 223,4    |                 | Maria Eugènia Gay (PSC) |
| 5 | Sarrià-Sant Gervasi | 26     | 19,91          | 149.201         | 7.493,8          | Sant Gervasi-Galvany                         | 47.346                                | 166,9    |                 | Maria Eugènia Gay (PSC) |
| 5 | Sarrià-Sant Gervasi | 27     | 19,91          | 149.201         | 7.493,8          | el Putxet i el Farró                         | 29.986                                | 84,8     |                 | Maria Eugènia Gay (PSC) |
| 6 | Gràcia              |        | 4,19           | 123.276         | 29.421,5         | 28                                           | Vallcarca i els Penitents             | 16.325   | 125,1           | Laia Bonet (PSC)        |
| 6 | Gràcia              | 29     | 4,19           | 123.276         | 29.421,5         | el Coll                                      | 7.688                                 | 35,3     |                 | Laia Bonet (PSC)        |
| 6 | Gràcia              | 30     | 4,19           | 123.276         | 29.421,5         | la Salut                                     | 13.455                                | 64,8     |                 | Laia Bonet (PSC)        |
| 6 | Gràcia              | 31     | 4,19           | 123.276         | 29.421,5         | Vila de Gràcia                               | 50.456                                | 132,1    |                 | Laia Bonet (PSC)        |
| 6 | Gràcia              | 32     | 4,19           | 123.276         | 29.421,5         | Camp d'en Grassot i Gràcia Nova              | 35.352                                | 65,1     |                 | Laia Bonet (PSC)        |
| 7 | Horta-Guinardó      |        | 11,96          | 173.944         | 14.543,8         | 33                                           | el Baix Guinardó                      | 25.842   | 56,2            | Lluís Rabell (PSC)      |
| 7 | Horta-Guinardó      | 34     | 11,96          | 173.944         | 14.543,8         | Can Baró                                     | 9.320                                 | 38,4     |                 | Lluís Rabell (PSC)      |
| 7 | Horta-Guinardó      | 35     | 11,96          | 173.944         | 14.543,8         | el Guinardó                                  | 37.325                                | 130,9    |                 | Lluís Rabell (PSC)      |
| 7 | Horta-Guinardó      | 36     | 11,96          | 173.944         | 14.543,8         | la Font d'en Fargues                         | 9.505                                 | 65,7     |                 | Lluís Rabell (PSC)      |
| 7 | Horta-Guinardó      | 37     | 11,96          | 173.944         | 14.543,8         | el Carmel                                    | 32.724                                | 94       |                 | Lluís Rabell (PSC)      |
| 7 | Horta-Guinardó      | 38     | 11,96          | 173.944         | 14.543,8         | la Teixonera                                 | 12.044                                | 33,8     |                 | Lluís Rabell (PSC)      |
| 7 | Horta-Guinardó      | 39     | 11,96          | 173.944         | 14.543,8         | Sant Genís dels Agudells                     | 7.385                                 | 168,1    |                 | Lluís Rabell (PSC)      |
| 7 | Horta-Guinardó      | 40     | 11,96          | 173.944         | 14.543,8         | Montbau                                      | 5.114                                 | 205,5    |                 | Lluís Rabell (PSC)      |
| 7 | Horta-Guinardó      | 41     | 11,96          | 173.944         | 14.543,8         | la Vall d'Hebron                             | 5.932                                 | 74,5     |                 | Lluís Rabell (PSC)      |
| 7 | Horta-Guinardó      | 42     | 11,96          | 173.944         | 14.543,8         | la Clota                                     | 698                                   | 17,8     |                 | Lluís Rabell (PSC)      |
| 7 | Horta-Guinardó      | 43     | 11,96          | 173.944         | 14.543,8         | Horta                                        | 28.055                                | 307      |                 | Lluís Rabell (PSC)      |
| 8 | Nou Barris          |        | 8,05           | 173.552         | 21.559,3         | 44                                           | Vilapicina i la Torre Llobeta         | 25.875   | 56,4            | Rosa Alarcón (PSC)      |
| 8 | Nou Barris          | 45     | 8,05           | 173.552         | 21.559,3         | Porta                                        | 27.796                                | 83,7     |                 | Rosa Alarcón (PSC)      |
| 8 | Nou Barris          | 46     | 8,05           | 173.552         | 21.559,3         | el Turó de la Peira                          | 16.186                                | 35,4     |                 | Rosa Alarcón (PSC)      |
| 8 | Nou Barris          | 47     | 8,05           | 173.552         | 21.559,3         | Can Peguera                                  | 2.215                                 | 11,9     |                 | Rosa Alarcón (PSC)      |
| 8 | Nou Barris          | 48     | 8,05           | 173.552         | 21.559,3         | la Guineueta                                 | 15.267                                | 61,2     |                 | Rosa Alarcón (PSC)      |
| 8 | Nou Barris          | 49     | 8,05           | 173.552         | 21.559,3         | Canyelles                                    | 6.813                                 | 79       |                 | Rosa Alarcón (PSC)      |
| 8 | Nou Barris          | 50     | 8,05           | 173.552         | 21.559,3         | les Roquetes                                 | 16.563                                | 64,3     |                 | Rosa Alarcón (PSC)      |
| 8 | Nou Barris          | 51     | 8,05           | 173.552         | 21.559,3         | Verdun                                       | 12.865                                | 23,7     |                 | Rosa Alarcón (PSC)      |
| 8 | Nou Barris          | 52     | 8,05           | 173.552         | 21.559,3         | la Prosperitat                               | 26.868                                | 59,1     |                 | Rosa Alarcón (PSC)      |
| 8 | Nou Barris          | 53     | 8,05           | 173.552         | 21.559,3         | la Trinitat Nova                             | 7.628                                 | 57,7     |                 | Rosa Alarcón (PSC)      |
| 8 | Nou Barris          | 54     | 8,05           | 173.552         | 21.559,3         | Torre Baró                                   | 2.923                                 | 174,2    |                 | Rosa Alarcón (PSC)      |
| 8 | Nou Barris          | 55     | 8,05           | 173.552         | 21.559,3         | Ciutat Meridiana                             | 11.152                                | 37,7     |                 | Rosa Alarcón (PSC)      |
| 8 | Nou Barris          | 56     | 8,05           | 173.552         | 21.559,3         | Vallbona                                     | 1.401                                 | 60,8     |                 | Rosa Alarcón (PSC)      |
| 9 | Sant Andreu         |        | 6,59           | 151.537         | 22.995           | 57                                           | la Trinitat Vella                     | 10.513   | 80,8            | Marta Villanueva (PSC)  |
| 9 | Sant Andreu         | 58     | 6,59           | 151.537         | 22.995           | Baró de Viver                                | 2.653                                 | 23       |                 | Marta Villanueva (PSC)  |
| 9 | Sant Andreu         | 59     | 6,59           | 151.537         | 22.995           | el Bon Pastor                                | 13.730                                | 186,5    |                 | Marta Villanueva (PSC)  |
| 9 | Sant Andreu         | 60     | 6,59           | 151.537         | 22.995           | Sant Andreu de Palomar                       | 58.225                                | 186,7    |                 | Marta Villanueva (PSC)  |
| 9 | Sant Andreu         | 61     | 6,59           | 151.537         | 22.995           | la Sagrera                                   | 29.568                                | 98,6     |                 | Marta Villanueva (PSC)  |
| 9 | Sant Andreu         | 62     | 6,59           | 151.537         | 22.995           | el Congrés i els Indians                     | 14.549                                | 40,9     |                 | Marta Villanueva (PSC)  |
| 9 | Sant Andreu         | 63     | 6,59           | 151.537         | 22.995           | Navas                                        | 22.299                                | 42,4     |                 | Marta Villanueva (PSC)  |
| 10 | Sant Martí          |        | 10,39          | 241.181         | 23.212,8         | 64                                           | el Camp de l'Arpa del Clot            | 38.838   | 74,1            | David Escudé (PSC)      |
| 10 | Sant Martí          | 65     | 10,39          | 241.181         | 23.212,8         | el Clot                                      | 26.759                                | 69,7     |                 | David Escudé (PSC)      |
| 10 | Sant Martí          | 66     | 10,39          | 241.181         | 23.212,8         | el Parc i la Llacuna del Poblenou            | 15.914                                | 112,2    |                 | David Escudé (PSC)      |
| 10 | Sant Martí          | 67     | 10,39          | 241.181         | 23.212,8         | la Vila Olímpica del Poblenou                | 9.395                                 | 92,5     |                 | David Escudé (PSC)      |
| 10 | Sant Martí          | 68     | 10,39          | 241.181         | 23.212,8         | Poblenou                                     | 34.411                                | 156,7    |                 | David Escudé (PSC)      |
| 10 | Sant Martí          | 69     | 10,39          | 241.181         | 23.212,8         | Diagonal Mar i el Front Marítim del Poblenou | 13.536                                | 120,3    |                 | David Escudé (PSC)      |
| 10 | Sant Martí          | 70     | 10,39          | 241.181         | 23.212,8         | el Besòs i el Maresme                        | 26.116                                | 118,5    |                 | David Escudé (PSC)      |
| 10 | Sant Martí          | 71     | 10,39          | 241.181         | 23.212,8         | Provençals del Poblenou                      | 21.185                                | 108,6    |                 | David Escudé (PSC)      |
| 10 | Sant Martí          | 72     | 10,39          | 241.181         | 23.212,8         | Sant Martí de Provençals                     | 26.229                                | 73,4     |                 | David Escudé (PSC)      |
| 10 | Sant Martí          | 73     | 10,39          | 241.181         | 23.212,8         | la Verneda i la Pau                          | 28.798                                | 112,7    |                 | David Escudé (PSC)      |
| Nota *: Montjuïc i la Zona Franca no són barris, però formen part de la divisió en barris de l'Ajuntament. |                     |        |                |                 |                  |                                              |                                       |          |                 |                         |

## Districte 11
A partir d'una iniciativa de l'alcalde Pasqual Maragall, l'any 1992 es va crear el Districte 11-Sarajevo per canalitzar l'ajuda humanitària dirigida a Sarajevo, com si la capital de Bòsnia fos un districte més de la ciutat. Com a tal, tenia el seu propi gerent, càrrec que va ocupar Manel Vila. Aquell compromís es va traduir en un projecte de cooperació sense equivalent al món, tant per la feina feta com per la gent implicada. La creació posterior de l'Agència de la Democràcia Local a Sarajevo, liderada per Barcelona, va ser la punta de llança per al treball de les ONG, en un moment en què no hi havia delegacions diplomàtiques perquè Bòsnia no estava encara reconegut com a estat, les més de mil tones d'ajut humanitari enviades durant el setge de la ciutat, la reconstrucció de la Vila Olímpica de Mojmilo a Sarajevo o les cinc mil persones que van participar en els projectes donen una idea de les dimensions d'aquesta iniciativa. El Districte 11-Sarajevo, es va dissoldre com a tal a finals dels anys 1990, integrant-se en la direcció de Solidaritat Internacional.

## Història de la divisió administrativa de Barcelona

### Segle XIV-1770
Des del segle xiv Barcelona s'estructurava administrativament en quatre quarters: del Pi (nord-oest), de Sant Pere (nord-est), de Framenors (sud-oest) i de Mar (sud-est).

### 1770-1847
El 1770, sota règim borbònic, s'hi establiren cinc quarters, cadascun subdividit en vuit barris. Els quarters eren:
- 1er, o de Palau;
- 2n, o de Sant Pere;
- 3r, o de l'Audiència;
- 4t, o de Sant Jaume;
- 5è, o de Sant Pau.

Alhora s'oficialitzà la toponímia viària (fins llavors merament col·loquial) i s'instal·là la primera retolació: plaques amb indicació de carrer, quarter i illa (numerada). Simptomàticament, la retolació respectà la toponímia tradicional en català, única manera d'evitar confusions i desorientacions, tant dels veïns com dels forasters. Era una mostra de racionalització il·lustrada; però, també, un mètode per a controlar la població i perquè les patrulles militars s'orientessin en el dèdal de carrerons de la ciutat.

### 1847-1878
El 19 de juny de 1847, en ple desplegament de la revolució burgesa, s'introduí la divisió de tipus modern en districtes subdividits en barris. Els districtes eren quatre: de la Llotja, de Sant Pere, de la Universitat i de Sant Pau. Cadascun se subdividia en deu barris (llevat d'aquells districtes que incloïen barris fora muralla com Hostafrancs i la Barceloneta). S'hi instal·laren noves plaques, amb indicació en tres nivells: districte, barri i carrer.
Enderrocades les muralles, i ja traçades les vies de l'Eixample, el 19 de desembre de 1863 els quatre districtes preexistents foren ampliats per a repartir-se'l equitativament. El 1864 l'Ajuntament aprovava el nomenclàtor viari de l'Eixample, a partir de la cèlebre proposta de Víctor Balaguer, lliurada el 28 d'octubre de 1863. Com que a penes hi havia edificis a l'Eixample, s'ordenà posar-hi cartells amb el nom corresponent a les cantonades. Amb el temps s'adoptà un nou model de placa, ara indicant quatre nivells: districte, barri, illa i carrer.

### 1878-1897

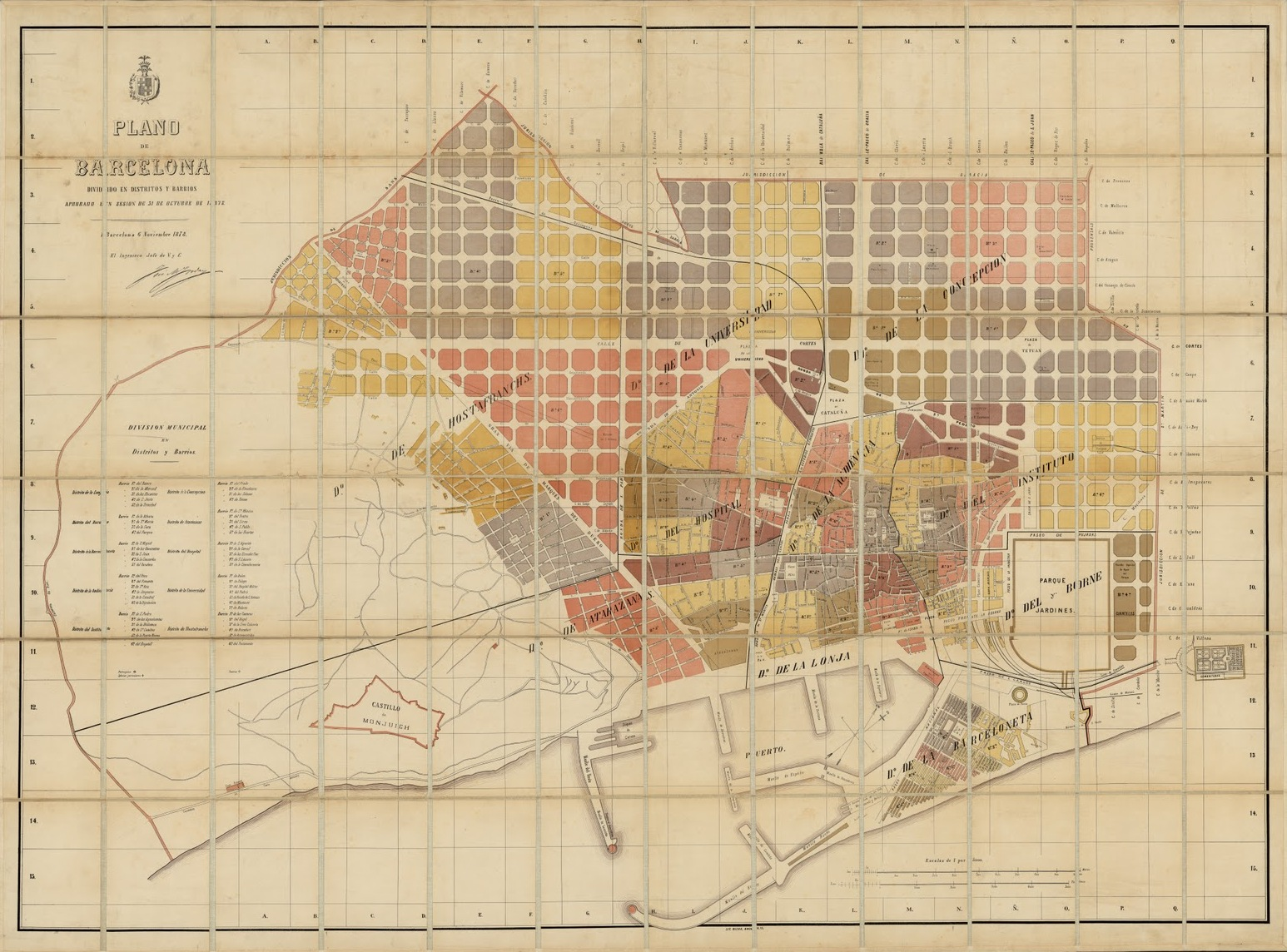
Districtes de Barcelona en 1878-1897

El 31 d'octubre de 1878 hi hagué una reestructuració en deu districtes, nombre màxim permès per la legislació espanyola. Se subdividien en cinquanta-tres barris. Els districtes eren: 
- I -- de la Barceloneta (cinc barris)
- II -- del Born (quatre barris)
- III -- de la Llotja (cinc barris)
- IV -- de les Drassanes (cinc barris) - Sant Beltrán
- V -- de l'Hospital (cinc barris)
- VI -- de l'Audiència (sis barris)
- VII -- de l'Institut (sis barris)
- VIII -- de la Universitat (set barris)
- IX -- d'Hostafrancs (sis barris)
- X -- de la Concepció (quatre barris)

Les plaques corresponents a la divisió de 1878 indicaven carrer, districte i barri, per aquest ordre.

### 1897-1924
Arran les agregacions dels pobles del Pla al municipi de Barcelona, el 24 d'abril de 1897 s'adoptà una nova divisió en deu districtes de nou encuny, subdividits en cent setze barris. La voluntat absorcionista hi era manifesta: el traçat dels districtes no respectà els límits dels termes agregats, i s'introduí l'ús de denominar cada districte exclusivament per la numeració, sense toponímia. Els districtes de 1897 eren:
- I -- [Barceloneta-Poblenou]
- II -- [Sant Pere]
- III -- [Llotja-Audiència]
- IV -- [Concepció]
- V -- [Drassanes-Hospital; per això el mític Districte Cinquè]
- VI -- [Universitat]
- VII -- [Sants-Hostafrancs-les Corts]
- VIII -- [Gràcia-Sant Gervasi]
- IX -- [Horta-Sant Andreu de Palomar]
- X -- [Sant Martí de Provençals]

Fou probablement el 1897 quan s'adoptà el sistema modern de retolació, amb indicació del carrer i prou. D'ençà 1916 també es retolà el nom del carrer al paviment de les voreres, mitjançant panots; aquest ús s'abandonà en la dècada de 1960.

### 1924-1949

Districtes de Barcelona entre 1933 i 1949

El maig de 1924 s'introduí una nova delimitació dels districtes, tot i que, forçosament, continuaren essent-ne deu. Els districtes eren:
- I -- [Barri Gòtic actual-la Ribera-Barceloneta] (vint barris)
- II -- [la Marina/Zona Franca/Montjuïc/Poble-sec] (deu barris)
- III -- [les Corts-Sarrià-Sant Gervasi de Cassoles] (disset barris)
- IV -- [Sant Pere i Santa Caterina-Dreta de l'Eixample] (deu barris)
- V -- [el Raval] (tretze barris)
- VI -- [Esquerra de l'Eixample] (sis barris)
- VII -- [Sants] (nou barris)
- VIII -- [Gràcia] (vint-i-un barris)
- IX -- [Horta-Guinardó-Sant Andreu de Palomar] (catorze barris)
- X -- [Sant Martí de Provençals] (deu barris)

El 6 de juny de 1934 aquesta reestructuració s'acompanyà del nou nomenclàtor municipal, que restaurava i estandarditzava la toponímia en català. La retolació en català no arribà a generalitzar-se per manca de temps.

### 1949-1984
Les autoritats franquistes respectaren la divisió administrativa republicana de 1933, però el 22 de març de 1949 la reformaren per a segregar dos districtes nous, l'XI [les Corts-Pedralbes] i el XII [Horta-Guinardó-Montbau]. Entre 1949 i 1984, doncs, el nombre de districtes fou de dotze.
Amb l'arribada de l'ajuntament democràtic (1979) es feren reformes de detall sobre la marxa. Sense alterar la divisió oficialment, es nomenà un únic regidor per als dos districtes principals de Ciutat Vella, i també es coordinaren els dos de l'Eixample, mentre que, per primera volta, Nou Barris es desvinculava de Sant Andreu en la pràctica.

### D'ençà 1984
Finalment, la divisió en els deu districtes actuals s'adoptà el 18 de gener de 1984. El traçat dels districtes es basava en el respecte de les unitats històriques: a) Ciutat Vella (amb la Barceloneta); b) l'Eixample; c) els antics municipis agregats; d) el bloc de barris de nova creació, sorgits de la immigració dels anys cinquanta a setanta, bloc individuat llavors com a Nou Barris. Per primera volta d'ençà 1897, els districtes són designats oficialment tant per la numeració com pel topònim.
En comptes de barris, la divisió de 1984 establí trenta-vuit "zones estadístiques grans" (ZEG), basades, però, en la proposta de nou mapa de barris presentada per la FAVB el 3 d'octubre de 1980. Les ZEG tenien toponímia oficialment establerta, i amb el temps l'Ajuntament acabà considerant-les barris.
La nova delimitació de barris en nombre de setanta-tres, amb la coronímia i numeració corresponents, s'aprovà el 22 de desembre de 2006.

## Qüestions pendents
Malgrat els esforços fets per adequar la divisió administrativa a la percepció popular i a la configuració històrica, amb un resultat molt més respectuós que cap de les divisions precedents, existeix descontentament per la delimitació feta, tant pel que fa als districtes com als barris.
La delimitació dels districtes en alguns casos altera els límits històrics: 
- Pedralbes, anteriorment pertanyent a Sarrià, ara és a les Corts;
- barri del Coll i Vallcarca i els Penitents, històricament del municipi de Sant Joan d'Horta, és incorporat a Gràcia;
- el Guinardó i el barri de Can Baró, territoris originaris del municipi de Sant Martí de Provençals, són agregats al Districte d'Horta-Guinardó;
- la Font d'en Fargues, de Sant Andreu, també ha passat al Districte d'Horta-Guinardó;
- La Sagrera i Navas han passat de Sant Martí a Sant Andreu;
- la Sagrada Família i part del Fort Pienc, històricament de Sant Martí, ara formen part de l'Eixample;
- el nou districte de Nou Barris fou segregat de Sant Andreu,[11] amb bon criteri, atès que agrupa barris de nova creació; emperò, també s'hi amalgamen diversos barris històrics de Sant Andreu.

Alguns dels districtes de 1984 deuen l'existència a la pruïja d'equilibrar demogràficament els districtes, tot i tenir components clarament diferenciats: 
- Sants-Montjuïc amalgama: Sants (municipi històric); Montjuïc i el Poble-sec (històricament part de Barcelona, i no de Sants); i la Marina i Zona Franca (històricament part de Sants i de l'Hospitalet de Llobregat, però amb caràcter propi ben marcat);
- Sarrià-Sant Gervasi amalgama dos municipis històrics: Sarrià i Sant Gervasi de Cassoles.

Pel que fa als barris de 2006, hi ha queixes veïnals per certes delimitacions, l'absència de reconeixement d'alguns barris petits però de forta personalitat, etc.